# Runcinia erythrina
Runcinia erythrina là một loài nhện trong họ Thomisidae.
Loài này thuộc chi Runcinia. Runcinia erythrina được miêu tả năm 1964 bởi Jézéquel.